# Alexis Touably Youlo
Alexis Touably Youlo, est né le 17 novembre 1959 à Béréblo, est un évêque catholique ivoirien. Il est évêque du Diocèse d'Agboville depuis 2006.

## Biographie
Alexis Touably Youlo naît le 17 novembre 1959 en Côte d'Ivoire précisément à Béréblo.

### Presbyterium
Il étudie au petit séminaire « Saint Dominique Savio » à Gagnoa et au séminaire « Saint Joseph Mukasa » à Yopougon de 1978 à 1981. Alexis Touably poursuit ses études de philosophie et de théologie au grand séminaire « Sacré-Cœur de Marie » à Anyama jusqu’en 1987. En 1995, il obtient une licence en philosophie à Paris et en 2001 un doctorat en droit canonique à Rome.
Le 8 août 1987, il est ordonné prêtre du diocèse de Gagnoa à Tabou par Noël Kokora-Tekry. Pendant trois ans, de 1987 à 1990, il est professeur au petit séminaire Saint Dominique Savio de Gagnoa et professeur au séminaire de Yopougon.
Après l’établissement du diocèse de San Pedro en 1989, il est incardiné dans le diocèse en 1992. Puis il devient le premier vicaire paroissial de la paroisse de la cathédrale Saint-Pierre de San-Pédro. Fonction qu'il occupe de 1992 à 1997. À partir de 1997, il devient professeur de philosophie au petit séminaire « Saint-Pierre » de Daloa. Il y restera jusqu'en 1999. Il est nommé administrateur paroissial de la paroisse Saint-André de Sassandra de 2001 à 2002 et vicaire général du Diocèse de San-Pédro de 2003 à 2006.

### Épiscopat
Le 14 octobre 2006, le pape Benoît XVI le nommé premier évêque du nouveau diocèse d’Agboville. Il reçoit alors l’ordination épiscopale le 16 décembre sur la place des grands événements devant le Lycée moderne d’Agboville par l’archevêque métropolitain de Gagnoa Barthélémy Djabla, avec l’évêque de Yopougon Laurent Akran Mandjo et l’évêque de Cape Palmas Boniface Nyema Dalieh comme co-consécrateurs.
En juin 2011, Alexis Touably est élu président de la Conférence des évêques catholiques de Côte d'Ivoire, il occupe cette fonction pendant six ans, et quitte cette fonction le 21 mai 2017. En septembre 2014, il effectue sa visite ad limina.
Il est nommé administrateur apostolique du diocèse de Yamoussoukro le 18 juin 2018. Il reste dans cette fonction jusqu'au 19 février 2023 à la nomination de Joseph Kakou Aka, comme évêque du diocèse de Yamoussoukro.
Le 5 mai 2022, il est élu président de la Conférence épiscopale régionale d’Afrique de l’Ouest. Auparavant, il en a été le deuxième vice-président de février 2016 au 5 mai 2022,.